# 広瀬統一
広瀬 統一（ひろせ のりかず、1974年12月30日 - ）は、兵庫県出身のアスレティックトレーナー、コンディショニングコーチ、スポーツ科学研究者。

## 経歴[1]
- 1997年 - 早稲田大学人間科学部スポーツ科学科卒業
- 2004年 - 東京大学大学院総合文化研究科博士課程修了
- 2006年 - 早稲田大学スポーツ科学学術院 客員講師
- 2009年 - 同専任講師
- 2010年 - 同准教授
- 2015年 - 同教授
- 2015年 - 2016年 サンノゼ州立大学客員研究員

## 競技歴
- 1990年 - 1993年 東京都立国際高等学校サッカー部
- 1993年 - 1997年 早稲田大学稲穂キッカーズ

## 指導歴
- 1993年 - 1997年 FC保谷コーチ
- 1997年 - 2006年 ヴェルディ川崎/ 東京ヴェルディ1969育成チームフィジカルコーチ[2]
- 2006年 - 現在 日本サッカー協会フィジカルフィットネスプロジェクトメンバー[3]
- 2007年 - 2008年 名古屋グランパスエイトユースアカデミーコンディショニングアドバイザー[4]
- 2008年 - 2015年 サッカー日本女子代表フィジカルコーチ[4]
- 2009年 - 2010年 京都サンガF.C.ユースアカデミーコンディショニングアドバイザー[4]
- 2010年 - 2015年 ジェフユナイテッド市原・千葉ユースアカデミーコンディショニングアドバイザー[4]
- 2016年 - 2021年 サッカー日本女子代表フィジカルコーチ[4]
- 2019年 - 2020年 FC町田ゼルビアコンディショニングアドバイザー[5]
- 2022年 - 2022年 日テレ・東京ヴェルディベレーザフィジカルコーチ

## 資格
- 日本スポーツ協会公認アスレティックトレーナー[6]
- 日本サッカー協会公認B級コーチ
- アジアサッカー連盟公認フィットネスコーチLevel2

## 表彰
- 日本サッカー協会100周年特別功労表彰

## 著書
- 『女子の体幹レッスン: 美しい身体になる筋肉のつけ方』（学研パブリッシング、2015年）ISBN 978-4058004050
- 『「疲れにくい体」をつくる 非筋肉トレーニング 運動効率3割UP!の「全身協調力」を鍛えよう』（KADOKAWA、2015年）ISBN 978-4041023587
- 『大人女子の体幹ストレッチ: もう二度と太らない体になる』（学研プラス、2015年）ISBN 978-4058005767
- 菅澤大我共著『サッカー ボールを使ったフィジカルトレーニング』（ベースボール・マガジン社、2016年）ISBN 978-4583110868
- 監訳『パフォーマンス向上に役立つ サッカー選手のパワートレーニング』（大修館書店、2018年）[7]
- 監訳『アスレティック・ムーブメント・スキル』（NAP、2018年）[8]
- 泉重樹、上松大輔、笠原政志編著『アスレティックトレーニング学』（文光堂、2019年）[9]
- 『サッカーのパワートレーニング (競技力が上がる体づくり)』（ベースボール・マガジン社、2022年）[10]

## メディア出演
- 世界一受けたい授業（日本テレビ、2014年5月17日）[11]
- 世界一受けたい授業（日本テレビ、2015年1月24日）[11]
- ごごナマ（NHK、2018年5月18日）[12]
- 趣味どきっ！（NHK、2019年5月8日～）[13]
- 趣味どきっ！（NHK、2020年7月7日～）[14]